# فرایند پیش‌بینی‌پذیر
در تجزیه و تحلیل تصادفی، بخشی از نظریه ریاضی احتمالات، فرایند پیش‌بینی‌پذیر (به انگلیسی: Predictable process) یک فرایند تصادفی است که مقدار آن در زمان پیشین قابل دانستن است. فرآیندهای پیش‌بینی‌پذیر کوچک‌ترین دسته‌ای را تشکیل می‌دهند که تحت محدودیت‌هایی از دنباله‌ها بسته شده است و شامل همهٔ فرآیندهای پیوسته چپ تطبیق‌شده است .